# 飲みニケーション
飲みニケーション（のみニケーション）とは、コミュニケーションの形式の一つ。（酒を）飲むとコミュニケーションの合成語である。

## 概要
飲みニケーションにおいては、居酒屋や居室等に集合し、酒を摂取して、親交を深めながら、コミュニケーションを行う。
酒に含まれるエタノールによって、参加者は酔い 、 脳が麻痺するため、 抑止力が低下し、本音で話ができる等の変化が起こる。
企業の中には飲みニケーションを行うということを奨励している所も存在しており、これを行うための手当を支給しているというところも存在する。だが一方で、飲みニケーションの場で部下に説教をしたり、行きたくないと思う者を強制的に参加させるということがパワーハラスメントであるなどと否定的な意見も存在する。